# Сверхсветовое движение
Сверхсветово́е движе́ние — движение со скоростью, превышающей скорость света в вакууме. Несмотря на то, что согласно специальной теории относительности скорость света в вакууме является максимально достижимой скоростью распространения сигналов, а энергия частицы положительной массы стремится к бесконечности при приближении её скорости к скорости света, объекты, движение которых не связано с переносом информации (например, фаза колебаний в волне, тень или солнечный зайчик), могут иметь сколь угодно большую скорость.

## Определение сверхсветовой скорости материальной точки
В (локально) инерциальной системе отсчёта с началом {\displaystyle O} рассмотрим материальную точку, которая в момент времени {\displaystyle t_{0}} находится в {\displaystyle O}. Скорость этой точки мы называем сверхсветовой в момент {\displaystyle t_{0}}, если выполняется неравенство:
{\displaystyle v(t_{0})>c}
где:
- {\displaystyle v(t)\equiv {\frac {d}{dt}}s(t)};
- {\displaystyle c} — скорость света в вакууме;
- {\displaystyle t} — время;
- {\displaystyle s(t)} — расстояние от точки до {\displaystyle O}, измеряемое в упомянутой системе отсчёта.

Специальная теория относительности (СТО) накладывает жёсткие ограничения на возможность сверхсветового движения тел:
1. если для разгона тела с ненулевой массой покоя затрачена конечная энергия, то тело не сможет достичь сверхсветовой скорости (см., например, уравнение (9.9)[5]);
2. если все инерциальные наблюдатели равноправны (то есть в отсутствие внешнего поля или искривления пространства), существование частиц (а также волн или каких-то других объектов, способных переносить информацию и энергию), движущихся со сверхсветовыми скоростями и взаимодействующих обычным образом с «досветовой» материей (то есть таких, что их можно по желанию испускать и принимать), влечет за собой парадокс нарушения принципа неопределенности, когда некий объект сможет произвести множество измерений (одно — измерение импульса, а второе — измерение энергии частицы).

Существует множество ситуаций (как среди определённо реальных, так и среди гипотетических), которые не удовлетворяют условиям данного определения, и на которые, следовательно, не распространяются указанные ограничения.

## Классическая физика

### Солнечный зайчик, ножницы
По поводу движения объектов со сверхсветовой скоростью академик В. Л. Гинзбург писал:

Тот факт, что в физике и астрономии возможны и фактически встречаются скорости, превосходящие скорость света в вакууме, конечно, давно и хорошо известен.

Разумеется, В. Л. Гинзбург ни в коем случае не вёл речь о каких-либо нарушениях постулатов или выводов теории относительности.
Световое пятно (т. н. «солнечный зайчик») или, например, точка пересечения лезвий гильотинных ножниц могут изменять положение со сверхсветовой скоростью {\displaystyle v}.
Однако при этом информация и энергия передаются в направлении, не совпадающем с направлением движения солнечного зайчика (со скоростью, меньшей или равной {\displaystyle c}), а на {\displaystyle v} ограничения, упомянутые выше, не распространяются.
Попробуем передать какой-то сигнал из одной точки экрана, по которому бежит зайчик, в другую вместе с этим зайчиком. Это, очевидно, не удастся, так как, что бы мы ни делали с фотонами зайчика в первой точке, это никак не сможет повлиять (например, погасить или сделать ярче) на фотоны зайчика в другой точке, которую он пройдет (они, в отличие от самого́ зайчика, движутся ко второй точке не от первой, а от фонаря).
Несколько сложнее дело обстоит в случае с ножницами. Казалось бы, если мы в первой точке что-то вставим между лезвиями и заклиним их, точка пересечения лезвий перестанет двигаться, и наблюдатель во второй точке получит от нас сигнал, пришедший к нему быстрее света. Однако на самом деле мы не сможем, остановив лезвие в точке 1, остановить его сразу и в точке 2. Более того, волна деформации ножниц, которая может привести к каким-либо изменениям движения лезвия вблизи точки 2, распространяется по материалу ножниц со скоростью звука в этом материале, которая всегда меньше скорости света.
Довольно интересно, что «зайчик», движущийся быстрее света, возникает не только тогда, когда используется вращающийся источник света с узким лучом и экран на очень большом расстоянии. Любая, в частности плоская, световая волна с более или менее широким фронтом, падая на экран под углом, в принципе, создаёт подобный «зайчик» (степень его выраженности, впрочем, определяется тем, насколько резким является фронт волны), а отражённую волну можно интерпретировать как черенковское излучение от «зайчиков», соответствующих каждому гребню падающей волны.
В этом смысле такие объекты, как световой «зайчик», вполне физичны. Их отличие от обычных только в том, что они не переносят энергию или информацию с собой, то есть состояние «зайчика» в какой-то момент и в каком-то месте не является причиной его состояния или вообще появления затем в другом месте экрана.

### Неинерциальные системы отсчёта
В классической механике время и пространство считаются абсолютными, а скорость материальной точки определяется как
{\displaystyle {\vec {V}}={\dot {\vec {r}}}={\frac {d{\vec {r}}(t)}{dt}}}
где {\displaystyle {\vec {r}}} — радиус-вектор материальной точки. Так, во вращающейся декартовой системе координат (отсчёта) скорость материальной точки равна:
{\displaystyle {\vec {V}}={\dot {{\vec {r}}_{H}}}-[~{\vec {\Omega }}\times {\vec {r}}~]}
где:
- {\displaystyle {\vec {r}}_{H}} — радиус-вектор в невращающейся системе координат;
- {\displaystyle {\vec {\Omega }}} — вектор угловой скорости вращения системы координат.

Как видно из уравнения, в неинерциальной системе отсчёта, связанной с вращающимся телом, достаточно удалённые объекты могут двигаться со сколь угодно большой скоростью, в том числе со скоростью, превышающей скорость света: {\displaystyle |{\vec {V}}|>c}. Это не вступает в противоречие со сказанным в разделе «Определение сверхсветовой скорости материальной точки», так как
{\displaystyle |{\vec {V}}|\neq v}.
Например, для системы координат, связанной с головой человека, находящегося на Земле, скорость движения Луны при обычном повороте головы будет больше скорости света в вакууме. В этой системе при повороте за маленькое время Луна опишет дугу с радиусом, приблизительно равным расстоянию между началом системы координат (головой) и Луной.

### Фазовая скорость

Фазовая скорость вдоль направления, отклонённого от волнового вектора на угол α. Рассматривается монохроматическая плоская волна.

Фазовая скорость {\displaystyle V_{\Phi x}} вдоль некоторого произвольно выбранного направления x всегда превышает фазовую скорость вдоль волнового вектора {\displaystyle V_{\Phi }} при несовпадении направления x с направлением волнового вектора. А именно, если ось x составляет с волновым вектором угол α, то
{\displaystyle V_{\Phi x}={\frac {V_{\Phi }}{\cos \alpha }}}
Поэтому, если {\displaystyle V_{\Phi }=c} (как, например, у электромагнитных волн в вакууме), то {\displaystyle V_{\Phi x}} оказывается больше скорости света при любом ненулевом α, меньшем 90° (это часто реализуется при распространении волн в волноводах, волновые векторы плоских волн, из которых они состоят, часто не совпадают с осью волновода). И даже для любой волны (со сколь угодно малым конечным {\displaystyle V_{\Phi }<c}) можно в принципе подобрать α, столь близкий к прямому, что фазовая скорость в таком направлении будет сколь угодно большой, в том числе большей, чем c.
Кроме того, фазовая скорость и вдоль направления волнового вектора нередко бывает больше c. Например, это верно для фазовой скорости волновой функции массивных частиц (волн де Бройля). Фазовая скорость электромагнитных волн также может быть выше c: так, например, у плазмы показатель преломления меньше единицы. Фазовая скорость таких волн в соответствии с современными представлениями не только не имеет отношения к скорости сигнала, который можно передать с помощью данной частицы, но и вообще не соответствует никакому принципиально наблюдаемому движению в пространстве. Скорости же частиц в этом случае соответствует групповая скорость, которая у массивных частиц всегда меньше c.
Поскольку фазовая скорость является не более чем математической величиной, характеризующей фазу чисто монохроматической волны вдоль некоторого направления, движение фазы волны в общем случае не совпадает с движением какого-то (причинно-связанного) материального объекта и не может быть использована для передачи информации. В различных конкретных случаях аккуратный анализ устанавливает этот факт. Скорость же передачи сигнала, способного переносить информацию, как правило, определяется групповой скоростью.

### Движение со скоростью, превышающей скорость света в среде
Такое движение не является сверхсветовым движением (см. определение термина).

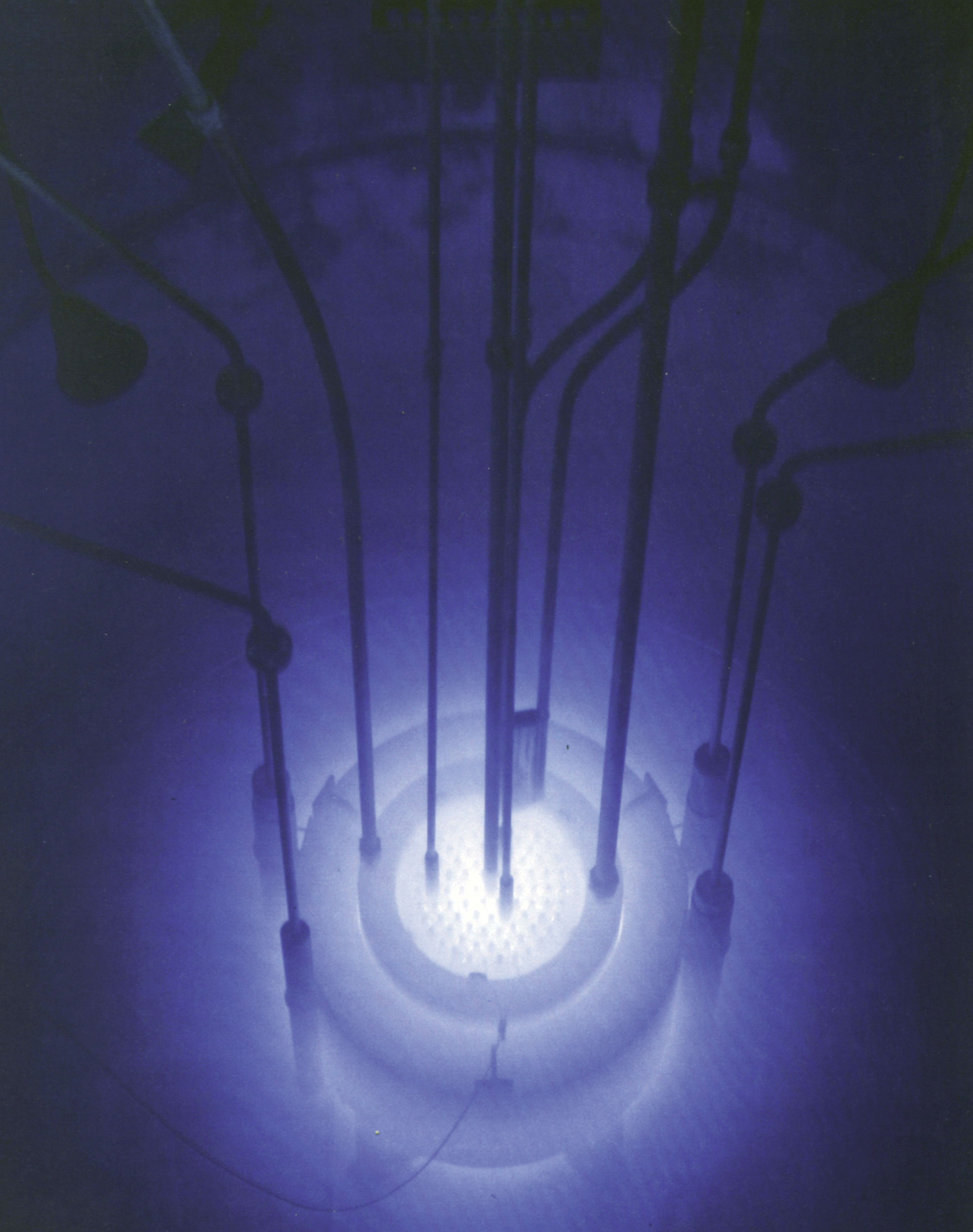
Излучение Вавилова — Черенкова в охлаждающей жидкости ядерного реактора

Фазовая скорость света в среде, как правило, ниже скорости света в вакууме. Поэтому физические объекты могут двигаться в среде со скоростью больше фазовой скорости света в этой среде, но меньше скорости света в вакууме. Так происходит, например, в охлаждающей жидкости ядерного реактора, когда через воду проходят электроны, выбитые гамма-квантами со своих орбит, со скоростью большей фазовой скорости света в воде. При этом всегда возникает излучение Вавилова — Черенкова.

## Общая теория относительности

### Расширение Вселенной
В ОТО точечные тела описываются мировыми линиями в 4-мерном искривлённом псевдоевклидовом пространстве-времени. Поэтому, вообще говоря, нет возможности приписать — каноническим образом — удалённому телу какую-нибудь «скорость относительно наблюдателя». Однако в некоторых физически важных случаях сделать это всё же можно благодаря наличию «выделенного», «предпочтительного» времени. В частности, во фридмановской вселенной временем {\displaystyle \tau } в событии {\displaystyle p} можно считать собственное время галактики, находящейся в {\displaystyle p}, прошедшее с момента Большого взрыва.
Тогда расстоянием {\displaystyle l} в момент {\displaystyle \tau _{0}} между двумя галактиками {\displaystyle \gamma _{1}(\tau )} и {\displaystyle \gamma _{2}(\tau )} (мы обозначили через {\displaystyle \gamma _{1,2}} их мировые линии) можно назвать расстояние между точками {\displaystyle \gamma _{1}(\tau _{0})} и {\displaystyle \gamma _{2}(\tau _{0})}, измеренное в 3-мерном римановом пространстве {\displaystyle \tau =\tau _{0}}. Соответственно, скоростью разбегания этих двух галактик назовём величину
{\displaystyle U(\tau )\equiv {\frac {d}{d\tau }}l(\tau )}
({\displaystyle U} отличается от {\displaystyle v}, определённой разделе «Определение сверхсветовой скорости материальной точки»). Оказывается[прояснить],
Вселенная расширяется в том смысле, что так определённое расстояние между галактиками растёт со временем. Более того, согласно закону Хаббла, удалённые галактики, находящиеся на расстоянии больше {\displaystyle c/H} (где {\displaystyle H} — постоянная Хаббла, равная 67,80 ± 0,77 (км/с)/Мпк), удаляются друг от друга со скоростью {\displaystyle U}, превышающей скорость света.

### Пузырь Алькубьерре
В 1994 году Мигель Алькубьерре предложил использовать для сверхсветового движения особый вид искривления пространства-времени. В предложенной им метрике пространство плоско везде, кроме стенок некоторого пузыря, который движется быстрее света во внешнем пространстве Минковского. При этом оказывается (за счёт необычной геометрии стенок пузыря), что мировая линия центра пузыря остаётся тем не менее времениподобной. Таким образом, состоящий из обычной материи пилот может, сидя в центре подобного пузыря, двигаться в некотором смысле (поскольку движется сам пузырь и пространство внутри него, а не объекты в нём) быстрее света.
Среди ряда теоретических трудностей, с которыми столкнулась эта идея, одна заключается в том, что стенки пузыря должны двигаться тоже быстрее света, но уже в обычном локальном смысле. Таким образом, пузырь Алькубьерре должен быть создан заранее — его движение не зависит от пилота.
Другая проблема состоит в необходимости создания для такого двигателя областей пространства с отрицательной плотностью энергии — соответственно заполненных «экзотической материей». На сегодняшний день экспериментально подтверждён только один пример такой субстанции — это вакуум Казимира, получение которого в макроскопических масштабах для создания двигателя Алькубьерре было рассмотрено Чарльзом Риджли.
В 2021 году Алексей Бобрик и Джанни Мартир обобщили идею варп-двигателя Алькубьерре на более широкий класс искажений пространства-времени и доказали, что теоретически оболочку варп-двигателя можно изготовить из обычной материи.

### Труба Красникова
В 1995 году Сергей Красников предложил гипотетический механизм для сверхсветового движения, связанный с искривлением пространства-времени в специально созданных тоннелях. Получающаяся структура аналогична кротовым норам, но не требует изменения топологии пространства. В отличие от пузыря Алькубьерре, труба Красникова пригодна для первой экспедиции к удалённой цели, так как создаётся (с помощью гипотетической технологии) по мере движения обычного корабля с околосветовой скоростью. В дальнейшем путешественник имеет возможность вернуться через трубу к месту старта в момент времени сразу после своего отбытия.

## Квантовая механика

### Принцип неопределённости в квантовой теории
В квантовой физике состояния частиц описываются векторами гильбертова пространства, которые определяют лишь вероятность получения при измерениях определённых значений физических величин (в соответствии с квантовым принципом неопределённости). Наиболее известно представление этих векторов волновыми функциями, квадрат модуля которых определяет плотность вероятности обнаружения частицы в данном месте. При этом оказывается, что эта плотность может двигаться быстрее скорости света (например, при решении задачи о прохождении частицы через энергетический барьер), но эффект превышения скорости света наблюдается только на небольших расстояниях. В силу же принципа тождественности нельзя сказать, ту же ли самую частицу мы наблюдаем или её новорождённую копию. В своей нобелевской лекции в 2004 году Фрэнк Вильчек привёл следующее рассуждение:

Представьте себе частицу, двигающуюся в среднем со скоростью, очень близкой к скорости света, но с такой неопределённостью в положении, как этого требует квантовая теория. Очевидно, будет определённая вероятность наблюдать эту частицу двигающейся несколько быстрее, чем в среднем, и, следовательно, быстрее света, что противоречит специальной теории относительности. Единственный известный способ разрешить это противоречие требует привлечения идеи античастиц. Очень грубо говоря, требуемая неопределённость в положении достигается допущением, что акт измерения может затрагивать образование частиц, каждая из которых неотличима от оригинала, с различными расположениями. Для сохранения баланса сохраняющихся квантовых чисел, дополнительные частицы должны сопровождаться тем же числом античастиц. (Дирак пришёл к предсказанию античастиц через последовательность изобретательных интерпретаций и реинтерпретаций элегантного релятивистского волнового уравнения, которое он вывел, а не через эвристическое рассмотрение, подобное тому, которое я привёл. Неизбежность и всеобщность этих выводов, а также их прямое отношение к базовым принципам квантовой механики и специальной теории относительности стали очевидны только в ретроспективе).
Оригинальный текст (англ.)Imagine a particle moving on average at very nearly the speed of light, but with an uncertainty in position, as required by quantum theory. Evidently it there will be some probability for observing this particle to move a little faster than average, and therefore faster than light, which special relativity won’t permit. The only known way to resolve this tension involves introducing the idea of antiparticles. Very roughly speaking, the required uncertainty in position is accommodated by allowing for the possibility that the act of measurement can involve the creation of several particles, each indistinguishable from the original, with different positions. To maintain the balance of conserved quantum numbers, the extra particles must be accompanied by an equal number of antiparticles. (Dirac was led to predict the existence of antiparticles through a sequence of ingenious interpretations and re-interpretations of the elegant relativistic wave equation he invented, rather than by heuristic reasoning of the sort I’ve presented. The inevitability and generality of his conclusions, and their direct relationship to basic principles of quantum mechanics and special relativity, are only clear in retrospect).
— Франк Вилчек
Это явление носит вероятностный характер и не может быть использовано для передачи информации со сверхсветовой скоростью.
В теории возмущений квантовой теории поля аналогом описания распространения частиц классической физики является пропагатор соответствующего поля. Он описывает амплитуду вероятности распространения частицы, родившейся в одной точке, в другую, где она уничтожается. Здесь нужно различать две возможности:
- для виртуальных частиц, рождающихся и уничтожающихся в процессе взаимодействия — возможны сверхсветовые скорости; Ричард Фейнман в своих лекциях выражался об этом так[26][27][28]:

… для электромагнитного излучения существует также [ненулевая] амплитуда вероятности двигаться быстрее (или медленнее), чем обычная скорость света. Вы убедились на предыдущей лекции, что свет не всегда двигается только по прямым линиям; сейчас вы увидите, что он не всегда движется со скоростью света! Это может казаться удивительным, что существует [ненулевая] амплитуда для того, чтобы фотон двигался быстрее или медленнее, чем обычная скорость света c
Оригинальный текст (англ.)… there is also an amplitude for light to go faster (or slower) than the conventional speed of light. You found out in the last lecture that light doesn’t go only in straight lines; now, you find out that it doesn’t go only at the speed of light! It may surprise you that there is an amplitude for a photon to go at speeds faster or slower than the conventional speed, c
— Ричард Фейнман, нобелевский лауреат по физике 1965 года.
- для реальных частиц, существующих в конечном состоянии или существовавших в начальном — сверхсветовые скорости запрещены.

Но виртуальные частицы не могут передавать информацию, а наблюдаемые частицы в конечном и начальном состоянии — обычные, к тому же не взаимодействующие друг с другом (см. S-матрица), потому их пропагаторы вне светового конуса исчезают. Поэтому в квантовой теории поля также не существует сверхсветовых скоростей, которые могли бы быть использованы для сверхсветовой связи.

### Квантовая нелокальность
Свойство нелокальности квантовой теории вызывает существование корреляций между состояниями запутанных подсистем исходной системы, на каких бы расстояниях друг от друга они ни находились. Поэтому появляется возможность мгновенного определения квантового состояния в одном месте на любом расстоянии путём измерения запутанного с ним состояния в другом месте и соответственно, его передача с бесконечной скоростью — квантовая телепортация. Тем не менее, для безошибочного измерения квантового состояния необходима классическая информация о базисе измерения, которая должна быть передана по классическому каналу связи, естественно, со скоростью, не превышающей скорости света (подробнее см. в основной статье). Хотя подходящий базис для единичного измерения можно угадать, для сверхсветовой связи и безошибочной телепортации ряда квантовых состояний такой подход использовать невозможно. Таким образом, квантовая телепортация невозможна со скоростью большей, чем скорость света. Явление квантовой нелокальности не противоречит принципу причинности в СТО.

## Гипотезы

### Сверхсветовые частицы
Гипотетические частицы тахионы, в случае их существования, могут двигаться быстрее света. Они не могут передавать информацию, иначе их наличие противоречило бы принципу причинности.
В толковании специальной теории относительности, если считать энергию и импульс вещественными числами, тахион описывается мнимой массой. Скорость тахиона не может быть меньше скорости света, поскольку при этом энергия бы бесконечно увеличивалась.
Преобразования Лоренца в евклидовом пространстве-времени с мнимой временной осью X0 = icT при V > c переводят частицу в соответствующую ей античастицу, движущуюся с досветовой скоростью с2/V. При V > c фазовая скорость становится групповой, меньшей скорости света, эта гипотеза снимает проблему нарушения причинности.
Следует различать тахионы (движущиеся всегда быстрее света и представляющие собой или просто чисто классические частицы, или довольно специфический тип возбуждений тахионного поля) и тахионные поля (равно гипотетические). Дело в том, что тахионное поле (другие типы его возбуждений), в принципе, может переносить энергию и информацию, однако, насколько известно, эти типы возбуждений распространяются уже не быстрее света.
Это замечание уместно, поскольку обычно в словоупотреблении не проводят различия между полем и соответствующей частицей (поскольку для обычных — не тахионных — полей/частиц для такого разграничения нет серьёзных причин, так как обычные частицы не имеют сектора мнимой энергии, а поля — сектора неустойчивости; если же даже область неустойчивости есть, обычно кроме неё есть и точки устойчивого/безразличного равновесия — «конденсат» — см. Тахионная конденсация).
В некоторых[каких?] вариантах теории струн, в спектре масс частиц появляется тахион. Однако такие модели, как правило, признаются нефизичными, что является основанием для изменения соответствующей теории. Тем не менее, и после изменения такие теории могут продолжать содержать в своём описании термин «тахион» и некоторую часть свойств теорий с тахионным полем.
Теоретически рассматривалась также возможность наличия сверхсветовых скоростей у некоторых видов нейтрино.

### Эффект Шарнхорста
Скорость волн зависит от свойств среды, в которой они распространяются. Специальная теория относительности утверждает, что разогнать массивное тело до скорости, превышающей скорость света в вакууме, невозможно. В то же время теория не постулирует какое-то конкретное значение для скорости света. Она измеряется экспериментальным путём и может различаться в зависимости от свойств вакуума. Для вакуума, энергия которого меньше энергии обычного физического вакуума, скорость света теоретически должна быть выше, а максимально допустимая скорость передачи сигналов определяется максимально возможной плотностью отрицательной энергии.
Одним из примеров такого вакуума является вакуум Казимира, который становится заметным в тонких щелях и капиллярах размером (диаметром) менее 10 нанометров (примерно в сто раз больше размеров типичного атома). Эффект объясняется уменьшением количества виртуальных частиц в вакууме Казимира, которые, предположительно, подобно частицам сплошной среды замедляют распространение света. Вычисления, сделанные Клаусом Шарнхорстом, говорят о превышении скорости света в вакууме Казимира, по сравнению с обычным вакуумом, на 1×10−24 для щели шириной 1 нм. Было также показано, что превышение скорости света в вакууме Казимира не ведёт к нарушению принципа причинности. Превышение скорости света в вакууме Казимира, по сравнению со скоростью света в обычном вакууме, экспериментально пока не подтверждено из-за чрезвычайной сложности измерения данного эффекта.

### Теории с переменностью скорости света в вакууме
В современной физике существуют гипотезы, согласно которым скорость света в вакууме не является постоянной, и её значение может изменяться с течением времени. В наиболее распространённой версии этой гипотезы предполагается, что в начальные этапы жизни нашей Вселенной значение постоянной {\displaystyle c} (скорость света) было значительно больше, чем сейчас. Соответственно, раньше вещество могло двигаться со скоростью, значительно превосходящей современную скорость света. Данные гипотезы, однако, пока изобилуют внутренними противоречиями и требуют для избавления от этого более глубокого пересмотра большинства частей современной физики.

### Сверхбрадион
Сверхбрадион (англ. superbradyon) — гипотетическая элементарная частица, которая может двигаться со скоростью, превышающей скорость света, но в отличие от тахионов они могут иметь положительные действительные значения массы и энергии. Сверхбрадионы могут являться новым видом существующих частиц, движущихся действительно быстрее света, и способных передавать информацию со сверхсветовой скоростью, нарушая таким образом принцип причинности.
Термин «сверхбрадион», также как и возможность их существования, предложил испанский физик Луис Гонсалес-Местрес как антоним для термина «брадион» (тардион). Актуальность работ Гонсалеса-Местреса о нарушении лоренц-симметрии была признана в 2002 году журналами CERN Courier и «Нью-Йорк Таймс». Уже в 1997 году его работа цитировалась Сидни Коулманом и Шелдоном Глэшоу.
В отличие от тахионов, которые описываются в рамках специальной теории относительности, сверхбрадионы явно нарушают лоренц-инвариантность. Они похожи на обычные частицы (брадионы), но с большей критической скоростью в вакууме {\displaystyle c_{s}}. Критическая скорость сверхбрадионов {\displaystyle c_{s}} может быть значительно больше, чем скорость света {\displaystyle c}. Здесь подразумевается, что стандартная лоренцова симметрия не является фундаментальной симметрией, а лишь её низкоэнергетическим пределом.
Энергия и импульс сверхбрадиона:
где
- {\displaystyle m} — масса сверхбрадиона,
- {\displaystyle v} — скорость сверхбрадиона ({\displaystyle v\leqslant c_{s}}),
- {\displaystyle c_{s}} — критическая скорость сверхбрадионной лоренцовой группы ({\displaystyle c_{s}\gg c}).

Согласно Гонсалесу-Местресу, сверхбрадионы могут быть основными составляющими материи на планковском пределе и за ним.
На сегодняшний день не обнаружено явлений, которые могли бы подтвердить существование сверхбрадионов, но если сверхбрадионы могут существовать в нашей Вселенной как свободные частицы, то они могут спонтанно излучать «обычные» частицы, становясь источниками сверхэнергичных космических лучей и прекращать излучать, когда их скорость становится меньшей или равной скорости света. Таким образом, Вселенная может содержать множество таких сверхсветовых частиц со скоростями, близкими к скорости света. Сверхбрадионы могут также дать новый подход к инфляции, тёмной материи и тёмной энергии.

## В экспериментах

### Коллаборация OPERA
Коллаборация OPERA 23 сентября 2011 года на конференции в Европейской организации ядерных исследований (ЦЕРН) объявила, что в ходе эксперимента в подземной лаборатории Гран-Сассо (Италия) получены данные, согласно которым субатомная частица нейтрино может двигаться со скоростью, превышающей скорость света на 25 ppm (0,0025 %). Статистическая обработка 16 111 событий в детекторе, связанных с регистрацией мюонных нейтрино, пролетевших 731 278 м от ЦЕРНа до Гран-Сассо, показывает, что, в видимом противоречии с теорией относительности, нейтрино со средней энергией 28,2 ГэВ проходят это расстояние на 61,1 наносекунды быстрее света. Статистическая и систематическая погрешность, оценённая авторами, в 6 раз меньше этой величины. Таким образом скорость нейтрино с данной энергией превысила скорость света в вакууме примерно на 7,5 км/с. Зависимость скорости нейтрино от энергии в пределах точности эксперимента не была обнаружена.
В мае 2012 года OPERA провела ряд контрольных экспериментов и пришла к окончательному выводу, что причиной ошибочного предположения о сверхсветовой скорости стал технический дефект (незакрученный разъём оптического кабеля приводил к избыточной задержке в цепях синхронизации времени между GPS и установкой).
Перепроверка данных в прецизионном эксперименте весны 2012 года привела коллаборацию к выводу о том, что скорость нейтрино {\displaystyle v_{\nu }} может отличаться от скорости света не более чем на
{\displaystyle -1,8\cdot 10^{-6}<{\frac {v_{\nu }-c}{c}}<2,3\cdot 10^{-6}} (90 % доверительный интервал).

### Коллаборация ICARUS
В марте 2012 года в том же тоннеле были проведены независимые измерения, и сверхсветовых скоростей нейтрино обнаружено не было. Семь нейтринных событий были зарегистрированы 31 октября, 1, 2 и 4 ноября. По анализу коллаборации ICARUS среднее отклонение по этим семи событиям составляло всего +0,3 нс от расчётного прибытия света. ICARUS оборудован независимым от OPERA инструментом для замера времени.

### Эксперименты с предельной скоростью световых импульсов
Методы, использующие эффекты квантовой интерференции, активно исследуются для регулирования оптических свойств квантовых систем. В 1999 году во время экспериментов, проводимых Гарвардским университетом, удалось замедлить скорость распространения световых импульсов до 17 м/c в ультрахолодном газе натрия за счёт увеличения плотности атомов. В 2003 году во время совместной работы института автоматики и электрометрии Сибирского отделения РАН и института физики НАН Украины с помощью эффекта двухволнового взаимодействия на фоторефрактивной решётке удалось замедлить световые импульсы до 0,025 см/с. В 2005 в KAIST удалось замедлить скорость световых импульсов с использованием вынужденного рассеяния Мандельштама-Бриллюэна.

## Сверхсветовое движение в фантастике
- Варп-двигатель
- Гиперпространство
- Нуль-переход
- Телепортация
- Ретрансляторы